# انکر یورگنسن
انکر یورگنسن (انگلیسی: Anker Jørgensen؛ ۱۳ ژوئیهٔ ۱۹۲۲ – ۲۰ مارس ۲۰۱۶) یک سیاست‌مدار و دیپلمات اهل دانمارک بود. وی دو مرتبه از ۵ اکتبر ۱۹۷۲ تا ۱۹ دسامبر ۱۹۷۳ و از ۱۳ فوریه ۱۹۷۵ تا ۱۰ سپتامبر ۱۹۸۲ نخست‌وزیر این کشور بود.
انکر یورگنسن در ۲۰ مارس ۲۰۱۶، در سن ۹۳ سالگی درگذشت.